# Нейтский крест

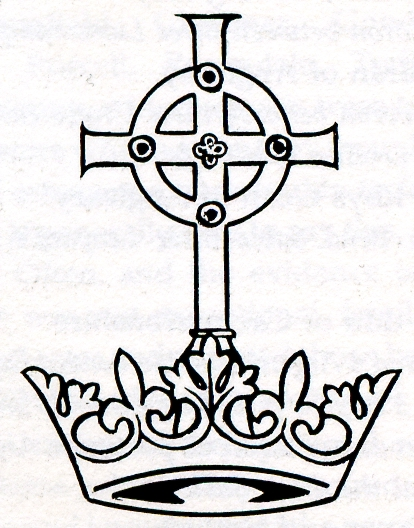
Валлийский геральдический знак с изображением Нейтского креста

Нейтский крест (валл. Y Groes Naid или Y Groes Nawdd) — священная реликвия, считавшаяся фрагментом Животворящего креста и находившаяся в Аббатстве Аберконуи (англ. en:Aberconwy Abbey). Была собственностью королей и принцев Гвинеда, членов династии Аберфрау, основавшей княжество Уэльс. Они верили что крест даёт им и их народу божественную защиту. Неизвестно в точности когда артефакт появился у них или от кого они его унаследовали, но вполне возможно, что его привез из Рима король Хивел ап Каделл во время паломничества в 928 году. Он передавался по наследству от принца к принцу вплоть до Лливелина Последнего и его брата Давида.
После поражения Гвинеда, смерти Лливелина и казни Давида, Нейтский крест был экспроприирован Англией вместе с рядом других реликвий, например вместе с короной Лливелина. Список (англ. Alms Roll) 1283 года говорит о том что церковник Хью ап Ител представил крест Эдуарду I в аббатстве Аберконуи. Затем артефакт сопровождал короля во время его кампании на севере Уэльса. После он был представлен во главе процессии, прошедшей по Лондону в мае 1285 года, в которой шествовали король, королева, их дети, магнаты королевства и четырнадцать епископов.
Что случилось с крестом после этого неизвестно. Считается что он, вместе с другими реликвиями, мог быть уничтожен Оливером Кромвелем и пуританами во время революции 1649 года. Однако, выдвигаются и другие теории исчезновения этой реликвии.

## Литератрура
- J. Beverley Smith, Llywelyn ap Gruffudd, Tywysog Cymru, Cardiff, 1998, 333—335 and 580—581 0708314740
- Calendar of Welsh Rolls, 273-4 0531893631
- T. H. Parry-Williams, Croes Naid, Y Llinyn Arian (Aberystwyth, 1947), 91-94
- W. C. Tennant, 'Croes Naid', National Library of Wales Journal (1951-2), 102—115
- https://archive.org/details/the-welsh-cross-mystery-2020